# Internationales Skatgericht
Das Internationale Skatgericht ist das höchste Entscheidungsgremium im Skatsport. Es wacht über die Einhaltung der internationalen Skatordnung, der Schiedsrichterordnung und der Regeln für Schiedsrichter beim Skat. Das Internationale Skatgericht entstand am 1. Dezember 2001 durch eine Fusion des 1927 in Altenburg gegründeten Deutschen Skatgerichts mit der Regelkommission der International Skat Players Association (ISPA). Es nahm am 1. Januar 2002 seine Arbeit auf. Seinen Sitz hat das Skatgericht im Hotel am Roßplan im Zentrum der Stadt Altenburg.
Das Deutsche Skatgericht hatte bis 1978 drei Mitglieder, danach bis 1990 fünf Mitglieder und ab der Wiedervereinigung Deutschlands 1990 sieben Mitglieder. Von 1961 bis 1990 gab es in der DDR das Altenburger Skatgericht. Als deren Mitglied versuchte Kurt Schulze, der auch das Schloss- und Spielkartenmuseum Altenburg leitete, die Spielkartensammlung zu erweitern und Kontakte über die DDR hinaus aufzubauen. Von 2000 bis 2018 bestand das Internationale Skatgericht aus neun Mitgliedern, von denen sieben (das Deutsche Skatgericht) vom Deutschen Skatkongress gewählt und zwei von der ISPA benannt wurden; 2018 wurde das Deutsche Skatgericht auf fünf Mitglieder verkleinert, so dass das Internationale Skatgericht zurzeit aus sieben Mitgliedern besteht, den fünfen des Deutschen Skatgerichts zuzüglich der zwei, die die ISPA benennt.
Bei Streitfällen in der Regelauslegung beim Skat können sich die Beteiligten an das Skatgericht wenden, das nach Anhörung der Sachlage eine bindende Entscheidung fällt.

## Präsidenten
Präsident des Gerichts war von 2002 bis zu seinem Tod 2014 Peter Luczak. Sein Nachfolger wurde Hans Braun. Seit November 2022 ist Matthias Bock Präsident des Gerichts.